# Вилчауа
Вилчауа (рум. Vâlceaua) — село у повіті Горж в Румунії. Входить до складу комуни Килнік.
Село розташоване на відстані 250 км на захід від Бухареста, 21 км на захід від Тиргу-Жіу, 94 км на північний захід від Крайови.

## Населення
За даними перепису населення 2002 року у селі проживали 73 особи, з них 71 особа (97,3%) румунів. Усі жителі села рідною мовою назвали румунську.